# Эралиев, Суюнбай
Суюнбай Эралиев (кирг. Сүйүнбай Эралиев; 15 октября 1921, с. Уч-Эмчек, Семиреченская область, Туркестанская АССР, РСФСР — 16 июля 2016, Бишкек, Кыргызстан) — советский и киргизский поэт, народный поэт Киргизской ССР (1974), Герой Кыргызской Республики (2006).

## Биография
Член ВКП(б) с 1942 г. Участник Великой Отечественной войны. Был ранен.
В 1944—1951 гг. работал в областных печатных СМИ Таласской области.
Член Союза писателей СССР с 1948 г. С 1959 по 1965 г. — секретарь правления Союза писателей Киргизской ССР.
В 1955 г. окончил ВПШ при ЦК КПСС, в 1967 г. — Высшие литературные курсы при Литературном институте в Москве.
С 1984 г. — литературный советник правления Союза писателей Киргизской ССР. Возглавлял секцию поэтов.
Скончался 16 июля 2016 года. Похоронен на Ала-Арчинском кладбище.

## Литературное творчество
Литературный дебют состоялся в 1939 г., первый сборник стихов вышел в 1949 г. Обогатил киргизскую поэзию новой ритмомелодикой, в том числе белым стихом и классическим каноном сонета, во многом расширил возможности поэзии. Автор поэм «Ак мөөр» («Поэма о любви», 1958), «Өмүрлөргө саякат» («Путешествие в жизнь», 1967), «Көчкөн булуттар» («За кочующими облаками», 1982) и других произведений.
Заметное место в его творчестве занимает украинская тематика — стихотворения «Согушта» («На войне», 1969), «Пусть простят» («Кечиришсин», 1970), «Талааларды…» («Поля, где мы рыли окопы», 1970), «Бир тууган» («Украина родная», 1971), «Вера Павловна» (1972), «Донец боюнда» («У Донца», 1973), «Украина жери» («Украинская земля», 1973), «Баратканда» («В походе», 1973) и др. Поэма «Кесиринсан» («Грешный человек», 1988) — об аварии на Чернобыльской АЭС.
Перевёл некоторые произведения А. Пушкина, М. Лермонтова, А. Твардовского, Ф. Шиллера, У. Уитмена, Р. Тагора.

## Сборники произведений
- «Тууган жер» («Родная земля», Ф., Киргизиздат, 1950),
- «Ак мөөр» («Поэма о любви», Ф., Киргосиздат, 1959),
- «Уяң жылдыздар» («Застенчивые звёзды», Ф., Киргосиздат, 1962),
- «Өмүрлөргө саякат» («Путешествие в жизнь», Ф., «Кыргызстан», 1967),
- «Ак жыттар» («Белые запахи», Ф., «Кыргызстан», 1969),
- «Сан тоолор» («Бесконечные горы», Ф., «Кыргызстан», 1971),
- «Земное время» (М., «Худ. литература», 1973),
- «Айыл ырлары» («Сельские мотивы», Ф., «Кыргызстан», 1976),
- «Сверкающий перевал» (М., «Советский писатель», 1981),
- «Избранное» (М., «Худ. литература», 1981),
- «Ырлар жана поэмалар» («Стихотворения и поэмы», Ф., «Мектеп», 1982),
- «Лиловый восход» (М., «Молодая гвардия», 1985),
- «Избранное» (Б., «Бийиктик», 2005),
- «Стихотворения и поэмы» (Б., «Бийиктик», 2009).

## Награды и звания
Награждён орденом Дружбы народов (1981), орденом «Великая Отечественная война» 1 степени (1985), орденами «Манас» I и III степеней (2001), медалью «Захиснику Витчизни» (Украина, 1999), медалью «За трудовое отличие» (01.11.1958), другими многочисленными медалями и грамотами.
Народный поэт Киргизской ССР (1974). Лауреат Государственной премии имени Т. Сатылганова (1985), Литературной премии им. А.Фадеева (1981). В 2006 году Суюнбаю Эралиеву присвоено почетное звание Герой Кыргызской Республики.